# Az Amarna-levelek listája
Az Amarna-levelek listája.
| #                 | Feladó                                               | Címzett                           |
| ----------------- | ---------------------------------------------------- | --------------------------------- |
| EA# 1             | III. Amenhotep fáraó                                 | I. Kadasman-Enlil babiloni király |
| EA# 2             | I. Kadasman-Enlil babiloni király                    | III. Amenhotep fáraó              |
| EA# 3             | I. Kadasman-Enlil babiloni király                    | III. Amenhotep fáraó              |
| EA# 4             | I. Kadasman-Enlil babiloni király                    | III. Amenhotep fáraó              |
| EA# 5             | III. Amenhotep fáraó                                 | I. Kadasman-Enlil babiloni király |
| EA# 6             | II. Burnaburias babiloni király                      | III. Amenhotep fáraó              |
| EA# 7             | II. Burnaburias babiloni király                      | IV. Amenhotep fáraó               |
| EA# 8             | II. Burnaburias babiloni király                      | IV. Amenhotep fáraó               |
| EA# 9             | II. Burnaburias babiloni király                      | IV. Amenhotep fáraó               |
| EA# 10            | II. Burnaburias babiloni király                      | IV. Amenhotep fáraó               |
| EA# 11            | II. Burnaburias babiloni király                      | IV. Amenhotep fáraó               |
| EA# 12            | egy hercegnő                                         | a hercegnő urának nevezi          |
| EA# 13            | Babilon                                              |                                   |
| EA# 14            | IV. Amenhotep fáraó                                  | II. Burnaburias babiloni király   |
| EA# 15            | I. Assur-uballit asszír király                       | IV. Amenhotep fáraó               |
| EA# 16            | I. Assur-uballit                                     | IV. Amenhotep fáraó               |
| EA# 17            | Tusratta mitanni király                              | III. Amenhotep fáraó              |
| EA# 18            | Tusratta mitanni király                              | III. Amenhotep fáraó              |
| EA# 19            | Tusratta mitanni király                              | III. Amenhotep fáraó              |
| EA# 20            | Tusratta mitanni király                              | III. Amenhotep fáraó              |
| EA# 21            | Tusratta mitanni király                              | III. Amenhotep fáraó              |
| EA# 22            | Tusratta mitanni király                              | III. Amenhotep fáraó              |
| EA# 23            | Tusratta mitanni király                              | III. Amenhotep fáraó              |
| EA# 24            | Tusratta mitanni király                              | III. Amenhotep fáraó              |
| EA# 25            | Tusratta mitanni király                              | IV. Amenhotep fáraó               |
| EA# 26            | Tusratta mitanni király                              | Tije özvegy királyné              |
| EA# 27            | Tusratta mitanni király                              | IV. Amenhotep fáraó               |
| EA# 28            | Tusratta mitanni király                              | IV. Amenhotep fáraó               |
| EA# 29            | Tusratta mitanni király                              | IV. Amenhotep fáraó               |
| EA# 30            | Mitanni király                                       | Palesztin királyok                |
| EA# 31            | III. Amenhotep fáraó                                 | Tarhuntaradu, Arzava királya      |
| EA# 32            | Anzapahhadu, Arzawa királya                          | III. (?) Amenhotep fáraó          |
| EA# 33            | Alasia királya                                       | Fáraó                             |
| EA# 34            | Alasia királya                                       | Fáraó                             |
| EA# 35            | Alasia királya                                       | Fáraó                             |
| EA# 36            | Alasia királya                                       | Fáraó                             |
| EA# 37            | Alasia királya                                       | Fáraó                             |
| EA# 38            | Alasia királya                                       | Fáraó                             |
| EA# 39            | Alasia királya                                       | Fáraó                             |
| EA# 40            | Alasia királya                                       | Egyiptomi miniszter               |
| EA# 41            | Szuppiluliumasz hettita király                       | Huri[a]                           |
| EA# 42            | Hettita király                                       | Fáraó                             |
| EA# 43            | Hettita király                                       | Fáraó                             |
| EA# 44            | Zi[k]ar hettita herceg                               | Fáraó                             |
| EA# 45            | [M]istu ugariti király valószínűleg II. Ammistamru   | Fáraó                             |
| EA# 46            | Ugariti király                                       | Fáraó                             |
| EA# 47            | Ugariti király                                       | Fáraó                             |
| EA# 48            | …[h]epa ugariti királyné                             | Egyiptomi királyné                |
| EA# 49            | II. Níkmaddu ugariti király                          | Fáraó                             |
| EA# 50            | Nő                                                   | B[i]…, a küldő úrnőjének szólítja |
| EA# 51            | Ituraddu (II. Addu-nirári), Mukis (Nuhassze) királya | Fáraó                             |
| EA# 52            | Akizzi, Qatna királya                                | III. Amenhotep fáraó              |
| EA# 53            | Akizzi, Qatna királya                                | III. Amenhotep fáraó              |
| EA# 54            | Akizzi, Qatna királya                                | III. Amenhotep fáraó              |
| EA# 55            | Akizzi, Qatna királya                                | III. Amenhotep fáraó              |
| EA# 56            | …                                                    | Király                            |
| EA# 57            | …                                                    | …                                 |
| EA# 58            | …                                                    | …                                 |
| EA# 58 (hátoldal) | [Qat]ihutisupa                                       | Király (?)                        |
| EA# 59            | Tunipiak                                             | Fáraó                             |
| EA# 60            | Abdiasirta, Amurrú királya                           | Fáraó                             |
| EA# 61            | Abdiasirta, Amurru királya                           | Fáraó                             |
| EA# 62            | Abdiasirta, Amurru királya                           | Pahanate                          |
| EA# 63            | Abdiasirta, Amurru királya                           | Fáraó                             |
| EA# 64            | Abdiasirta, Amurru királya                           | Fáraó                             |
| EA# 65            | Abdiasirta, Amurru királya                           | Fáraó                             |
| EA# 66            | …                                                    | Király                            |
| EA# 67            | …                                                    | Király                            |
| EA# 68            | Ríbaddi bübloszi király                              | Fáraó                             |
| EA# 69            | Ríbaddi bübloszi király                              | Egyiptomi hivatalnok              |
| EA# 70            | Ríbaddi bübloszi király                              | Fáraó                             |
| EA# 71            | Ríbaddi bübloszi király                              | Haia (?)                          |
| EA# 72            | Ríbaddi bübloszi király                              | Fáraó                             |
| EA# 73            | Ríbaddi bübloszi király                              | Amanappa                          |
| EA# 74            | Ríbaddi bübloszi király                              | Fáraó                             |
| EA# 75            | Ríbaddi bübloszi király                              | Fáraó                             |
| EA# 76            | Ríbaddi bübloszi király                              | Fáraó                             |
| EA# 77            | Ríbaddi bübloszi király                              | Amanappa                          |
| EA# 78            | Ríbaddi bübloszi király                              | Fáraó                             |
| EA# 79            | Ríbaddi bübloszi király                              | Fáraó                             |
| EA# 80            | Ríbaddi bübloszi király                              | Fáraó                             |
| EA# 81            | Ríbaddi bübloszi király                              | Fáraó                             |
| EA# 82            | Ríbaddi bübloszi király                              | Amanappa                          |
| EA# 83            | Ríbaddi bübloszi király                              | Fáraó                             |
| EA# 84            | Ríbaddi bübloszi király                              | Fáraó                             |
| EA# 85            | Ríbaddi bübloszi király                              | Fáraó                             |
| EA# 86            | Ríbaddi bübloszi király                              | Amanappa                          |
| EA# 87            | Ríbaddi bübloszi király                              | Amanappa                          |
| EA# 88            | Ríbaddi bübloszi király                              | Fáraó                             |
| EA# 89            | Ríbaddi bübloszi király                              | Fáraó                             |
| EA# 90            | Ríbaddi bübloszi király                              | Fáraó                             |
| EA# 91            | Ríbaddi bübloszi király                              | Fáraó                             |
| EA# 92            | Ríbaddi bübloszi király                              | Fáraó                             |
| EA# 93            | Ríbaddi bübloszi király                              | Amanappa                          |
| EA# 94            | Bübloszi férfi                                       | Fáraó                             |
| EA# 95            | Ríbaddi bübloszi király                              | Törzsfő                           |
| EA# 96            | Törzsfő                                              | Ríbaddi bübloszi király           |
| EA# 97            | Japah-Addi                                           | Szumu-Hadi                        |
| EA# 98            | Japah-Addi                                           | Ianhamu                           |
| EA# 99            | Fáraó                                                | Ammia fejedelme (?)               |
| EA# 100           | Irqata népe                                          |                                   |
| EA# 10001         | Tagi                                                 | Labaja                            |
| EA# 101           | Bübloszi férfi                                       | Egyiptomi hivatalnok              |
| EA# 102           | Ríbaddi bübloszi király                              | [Ianah]m[u]                       |
| EA# 103           | Ríbaddi bübloszi király                              | Fáraó                             |
| EA# 104           | Ríbaddi bübloszi király                              | Fáraó                             |
| EA# 105           | Ríbaddi bübloszi király                              | Fáraó                             |
| EA# 106           | Ríbaddi bübloszi király                              | Fáraó                             |
| EA# 107           | Ríbaddi bübloszi király                              | Fáraó                             |
| EA# 108           | Ríbaddi bübloszi király                              | Fáraó                             |
| EA# 109           | Ríbaddi bübloszi király                              | Fáraó                             |
| EA# 110           | Ríbaddi bübloszi király                              | Fáraó                             |
| EA# 111           | Ríbaddi bübloszi király                              | Fáraó                             |
| EA# 112           | Ríbaddi bübloszi király                              | Fáraó                             |
| EA# 113           | Ríbaddi bübloszi király                              | Egyiptomi hivatalnok              |
| EA# 114           | Ríbaddi bübloszi király                              | Fáraó                             |
| EA# 115           | Ríbaddi bübloszi király                              | Fáraó                             |
| EA# 116           | Ríbaddi bübloszi király                              | Fáraó                             |
| EA# 117           | Ríbaddi bübloszi király                              | Fáraó                             |
| EA# 118           | Ríbaddi bübloszi király                              | Fáraó                             |
| EA# 119           | Ríbaddi bübloszi király                              | Fáraó                             |
| EA# 120           | Ríbaddi bübloszi király                              | Fáraó                             |
| EA# 121           | Ríbaddi bübloszi király                              | Fáraó                             |
| EA# 122           | Ríbaddi bübloszi király                              | Fáraó                             |
| EA# 123           | Ríbaddi bübloszi király                              | Fáraó                             |
| EA# 124           | Ríbaddi bübloszi király                              | Fáraó                             |
| EA# 125           | Ríbaddi bübloszi király                              | Fáraó                             |
| EA# 126           | Ríbaddi bübloszi király                              | Fáraó                             |
| EA# 127           | Ríbaddi bübloszi király                              | Fáraó                             |
| EA# 128           | Ríbaddi bübloszi király                              | Fáraó                             |
| EA# 129           | Ríbaddi bübloszi király                              | Fáraó                             |
| EA# 129           | Ríbaddi bübloszi király                              | Fáraó                             |
| EA# 130           | Ríbaddi bübloszi király                              | Fáraó                             |
| EA# 131           | Ríbaddi bübloszi király                              | Fáraó                             |
| EA# 132           | Ríbaddi bübloszi király                              | Fáraó                             |
| EA# 133           | Ríbaddi bübloszi király                              | Fáraó                             |
| EA# 134           | Ríbaddi bübloszi király                              | Fáraó                             |
| EA# 135           | Ríbaddi bübloszi király                              | Fáraó                             |
| EA# 136           | Ríbaddi bübloszi király                              | Fáraó                             |
| EA# 137           | Ríbaddi bübloszi király                              | Fáraó                             |
| EA# 138           | Ríbaddi bübloszi király                              | Fáraó                             |
| EA# 139           | Ilirabih és Büblosz                                  | Fáraó                             |
| EA# 140           | Ilirabih és Büblosz                                  | Fáraó                             |
| EA# 141           | Ammunira, Beruta királya                             | Fáraó                             |
| EA# 142           | Ammunira, Beruta királya                             | Fáraó                             |
| EA# 143           | Ammunira, Beruta királya                             | Fáraó                             |
| EA# 144           | Zimriddi, Szidón királya                             | Fáraó                             |
| EA# 145           | [Z]imrid[a]                                          | Hivatalnok                        |
| EA# 146           | Abímilki, Türosz királya                             | Fáraó                             |
| EA# 147           | Abimilki, Türosz királya                             | Fáraó                             |
| EA# 148           | Abímilki, Türosz királya                             | Fáraó                             |
| EA# 149           | Abímilki, Türosz királya                             | Fáraó                             |
| EA# 150           | Abímilki, Türosz királya                             | Fáraó                             |
| EA# 151           | Abímilki, Türosz királya                             | Fáraó                             |
| EA# 152           | Abímilki, Türosz királya                             | Fáraó                             |
| EA# 153           | Abímilki, Türosz királya                             | Fáraó                             |
| EA# 154           | Abímilki, Türosz királya                             | Fáraó                             |
| EA# 155           | Abímilki, Türosz királya                             | Fáraó                             |
| EA# 156           | Aziru, Amurru királya                                | Fáraó                             |
| EA# 157           | Aziru, Amurru királya                                | Fáraó                             |
| EA# 158           | Aziru, Amurru királya                                | Tutu                              |
| EA# 159           | Aziru, Amurru királya                                | Fáraó                             |
| EA# 160           | Aziru, Amurru királya                                | Fáraó                             |
| EA# 161           | Aziru, Amurru királya                                | Fáraó                             |
| EA# 162           | Fáraó                                                | Amurrui herceg                    |
| EA# 163           | Fáraó                                                | …                                 |
| EA# 164           | Aziru, Amurru királya                                | Tutu                              |
| EA# 165           | Aziru, Amurru királya                                | Fáraó                             |
| EA# 166           | Aziru, Amurru királya                                | Hai                               |
| EA# 167           | Aziru, Amurru királya                                | Hai                               |
| EA# 168           | Aziru, Amurru királya                                | Fáraó                             |
| EA# 169           | Aziru fia                                            | Egyiptomi hivatalnok              |
| EA# 170           | Ba-Aluia és Battiilu                                 | …                                 |
| EA# 171           | Aziru fia                                            | Fáraó                             |
| EA# 172           | …                                                    | …                                 |
| EA# 173           | …                                                    | Király                            |
| EA# 174           | Bieri Haszabuból                                     | …                                 |
| EA# 175           | Ildaja Haziból                                       | Király                            |
| EA# 176           | Abdi-Risa                                            | …                                 |
| EA# 177           | Jamiuta, Guddaszuna királya                          | …                                 |
| EA# 178           | Hibija                                               | Törzsfő                           |
| EA# 179           | …                                                    | Király                            |
| EA# 180           | …                                                    | Király                            |
| EA# 181           | …                                                    | Király                            |
| EA# 182           | III. Suttarna, Mitanni királya                       | Fáraó                             |
| EA# 183           | III. Suttarna, Mitanni királya                       | Fáraó                             |
| EA# 184           | III. Suttarna, Mitanni királya                       | Fáraó                             |
| EA# 185           | Majarzana, Hazi királya                              | Király                            |
| EA# 186           | Majarzana, Hazi királya                              | Király                            |
| EA# 187           | Szatija                                              | Király                            |
| EA# 188           | …                                                    | Király                            |
| EA# 189           | Etakkama, Kádes polgármestere                        |                                   |
| EA# 190           | Fáraó                                                | Etakkama, Kádes polgármestere     |
| EA# 191           | Arzawaija, Ruhiza királya                            | Király                            |
| EA# 192           | Arzawaija, Ruhiza királya                            | Király                            |
| EA# 193           | Dijate                                               | Király                            |
| EA# 194           | Birjavaza, Damaszkusz polgármestere                  | Király                            |
| EA# 195           | Birjavaza, Damaszkusz polgármestere                  | Király                            |
| EA# 196           | Birjavaza, Damaszkusz polgármestere                  | Király                            |
| EA# 197           | Birjavaza, Damaszkusz polgármestere                  | Király                            |
| EA# 198           | Ara[ha]ttu Kumidiból                                 | Király                            |
| EA# 199           | Király                                               | …                                 |
| EA# 200           | A király szolgája                                    | …                                 |
| EA# 2001          | Pecsétőrök                                           | …                                 |
| EA# 2002          | Pecsétőrök                                           | …                                 |
| EA# 201           | Artemanja Ziribasaniból                              | Király                            |
| EA# 202           | Amajase                                              | Király                            |
| EA# 203           | Abdi-Milki Szasimiből                                |                                   |
| EA# 204           | Qanu fejedelme                                       | Király                            |
| EA# 205           | Gubbu fejedelem                                      | Király                            |
| EA# 206           | Naziba fejedelme                                     | Király                            |
| EA# 207           | Ipteh                                                | Király                            |
| EA# 208           | …                                                    | Egyiptomi hivatalnok vagy király  |
| EA# 209           | Zisamimi                                             | Király                            |
| EA# 210           | Zisami[mi]                                           | IV. Amenhotep                     |
| EA# 2100          | Karkemis királya                                     | Asukwari, Ugarit királya          |
| EA# 211           | Zitrijara                                            | Király                            |
| EA# 2110          | Ewiri-Sar                                            | Peleszi                           |
| EA# 212           | Zitrijara                                            | Király                            |
| EA# 213           | Zitrijara                                            | Király                            |
| EA# 214           | …                                                    | Király                            |
| EA# 215           | Baiawa                                               | Király                            |
| EA# 216           | Baiawa                                               | Király                            |
| EA# 217           | A[h]…                                                | Király                            |
| EA# 218           | …                                                    | Király                            |
| EA# 219           | …                                                    | Király                            |
| EA# 220           | Nukurtuwa [Z]unuból (?)                              | Király                            |
| EA# 221           | Wiktazu                                              | Király                            |
| EA# 222           | Fáraó                                                | Intaruda                          |
| EA# 222           | Wik[tazu]                                            | Király                            |
| EA# 223           | En[g]u[t]a                                           | Király                            |
| EA# 224           | Sum-Add[a]                                           | Király                            |
| EA# 225           | Sum-Adda Samhunából                                  | Király                            |
| EA# 226           | Sipturi                                              | Király                            |
| EA# 227           | Hazor királya                                        | …                                 |
| EA# 228           | Abdi-Tirsi, Hazor királya                            | …                                 |
| EA# 229           | Abdi-na-…                                            | Király                            |
| EA# 230           | Iama                                                 | Király                            |
| EA# 231           | …                                                    | Király                            |
| EA# 232           | Zurata, Akkó királya                                 | Fáraó                             |
| EA# 233           | Zatatna (Zitatna), Akkó királya                      | Fáraó                             |
| EA# 234           | Zatatna, Akkó királya                                | Fáraó                             |
| EA# 235           | Zatatna                                              | Király                            |
| EA# 236           | …                                                    | Király                            |
| EA# 237           | Bajadi                                               | Király                            |
| EA# 238           | Bajadi                                               | …                                 |
| EA# 239           | Baduzana                                             | …                                 |
| EA# 240           | …                                                    | Király                            |
| EA# 241           | Ruszmania                                            | Király                            |
| EA# 242           | Biridija, Megiddó királya                            | Fáraó                             |
| EA# 243           | Biridija, Megiddó királya                            | Fáraó                             |
| EA# 244           | Biridija, Megiddó királya                            | Fáraó                             |
| EA# 245           | Biridija, Megiddó királya                            | Fáraó                             |
| EA# 246           | Biridija, Megiddó királya                            | Fáraó                             |
| EA# 247           | Megiddó királya, Biridija vagy Jasdata               | …                                 |
| EA# 248           | Ja[sd]ata                                            | Király                            |
| EA# 248           | Biridija, Megiddó királya                            | Fáraó                             |
| EA# 249           | …                                                    | …                                 |
| EA# 249           | Addu-Ur-szag                                         | Király                            |
| EA# 250           | Addu-Ur-szag                                         | Király                            |
| EA# 2500          | Sekhem                                               | …                                 |
| EA# 251           | …                                                    | Egyiptomi hivatalnok              |
| EA# 252           | Labaja                                               | Király                            |
| EA# 253           | Labaja                                               | Király                            |
| EA# 254           | Labaja                                               | Király                            |
| EA# 255           | Mut-Balu vagy Mut-Bahlum                             | Király                            |
| EA# 256           | Mut-Balu                                             | Ianhamu                           |
| EA# 257           | Balu-Mihir                                           | Király                            |
| EA# 258           | Balu-Mihir                                           | Király                            |
| EA# 259           | Balu-Mihir                                           | Király                            |
| EA# 260           | Balu-Mihir                                           | Király                            |
| EA# 261           | Daszru                                               | Király                            |
| EA# 262           | Daszru                                               | Király                            |
| EA# 263           | …                                                    | Úr                                |
| EA# 264           | Tagi, gezeri vezető                                  | Fáraó                             |
| EA# 265           | Tagi, gezeri vezető                                  | Fáraó                             |
| EA# 266           | Tagi, gezeri vezető                                  | Fáraó                             |
| EA# 267           | Milkili, gezeri polgármester                         | Fáraó                             |
| EA# 268           | Milkili, gezeri polgármester                         | Fáraó                             |
| EA# 269           | Milkili, gezeri polgármester                         | Fáraó                             |
| EA# 270           | Milkili, gezeri polgármester                         | Fáraó                             |
| EA# 271           | Milkili, gezeri polgármester                         | Fáraó                             |
| EA# 272           | Sum…                                                 | Király                            |
| EA# 273           | Ba-Lat-Nese                                          | Király                            |
| EA# 274           | Ba-Lat-Nese                                          | Király                            |
| EA# 275           | Iahazibada                                           | Király                            |
| EA# 276           | Iahazibada                                           | Király                            |
| EA# 277           | Suwardata, Kiltu királya                             | Fáraó                             |
| EA# 278           | Suwardata, Kiltu királya                             | Fáraó                             |
| EA# 279           | Suwardata, Kiltu királya                             | Fáraó                             |
| EA# 280           | Suwardata, Kiltu királya                             | Fáraó                             |
| EA# 281           | Suwardata, Kiltu királya                             | Fáraó                             |
| EA# 282           | Suwardata, Kiltu királya                             | Fáraó                             |
| EA# 283           | Suwardata, Kiltu királya                             | Fáraó                             |
| EA# 284           | Suwardata, Kiltu királya                             | Fáraó                             |
| EA# 285           | Abdi-Heba, Jeruzsálem királya                        | Fáraó                             |
| EA# 286           | Abdi-Heba, Jeruzsálem királya                        | Fáraó                             |
| EA# 287           | Abdi-Heba, Jeruzsálem királya                        | Fáraó                             |
| EA# 288           | Abdi-Heba, Jeruzsálem királya                        | Fáraó                             |
| EA# 289           | Abdi-Heba, Jeruzsálem királya                        | Fáraó                             |
| EA# 290           | Abdi-Heba, Jeruzsálem királya                        | Fáraó                             |
| EA# 291           | Suwardata, Kiltu királya                             | Fáraó                             |
| EA# 291           | …                                                    | …                                 |
| EA# 292           | Addudani, Gezer polgármestere                        | Fáraó                             |
| EA# 293           | Addudani, Gezer polgármestere                        | Fáraó                             |
| EA# 294           | Addudani, Gezer polgármestere                        | Fáraó                             |
| EA# 295           | …                                                    | …                                 |
| EA# 295           | Addudani, Gezer polgármestere                        | Fáraó                             |
| EA# 296           | Iahtiri, Gáza királya                                | …                                 |
| EA# 297           | Iapah[i], Gezer polgármestere                        | Fáraó                             |
| EA# 298           | Iapahi, Gezer polgármestere                          | Fáraó                             |
| EA# 299           | Iapahi, Gezer polgármestere                          | Fáraó                             |
| EA# 300           | Iapahi, Gezer polgármestere                          | Fáraó                             |
| EA# 301           | Subandu                                              | Király                            |
| EA# 302           | Subandu                                              | Király                            |
| EA# 303           | Subandu                                              | Király                            |
| EA# 304           | Subandu                                              | Király                            |
| EA# 305           | Subandu                                              | Király                            |
| EA# 306           | Subandu                                              | Király                            |
| EA# 307           | …                                                    | Király                            |
| EA# 308           | …                                                    | Király                            |
| EA# 309           | …                                                    | Király                            |
| EA# 310           | …                                                    | Király                            |
| EA# 311           | …                                                    | Király                            |
| EA# 312           | …                                                    | Király                            |
| EA# 313           | …                                                    | Király                            |
| EA# 314           | Pu-Ba-Lu, Jursa királya                              | Fáraó                             |
| EA# 315           | Pu-Ba-Lu, Jursa királya                              | Fáraó                             |
| EA# 316           | Pu-Ba-Lu, Jursa királya                              | Fáraó                             |
| EA# 317           | Dagantakala                                          | Király                            |
| EA# 318           | Dagantakala                                          | Király                            |
| EA# 319           | Zurasar, A[h]tirumna királya                         | Király                            |
| EA# 320           | Widia, Askelon királya                               | Fáraó                             |
| EA# 321           | Widia, Askelon királya                               | Fáraó                             |
| EA# 322           | Widia, Askelon királya                               | Fáraó                             |
| EA# 323           | Widia, Askelon királya                               | Fáraó                             |
| EA# 324           | Widia, Askelon királya                               | Fáraó                             |
| EA# 325           | Widia, Askelon királya                               | Fáraó                             |
| EA# 326           | Widia, Askelon királya                               | Fáraó                             |
| EA# 327           | …                                                    | Király                            |
| EA# 328           | Iabniilu, Lakis polgármestere                        | Fáraó                             |
| EA# 329           | Zimridi, Lakis királya                               | Fáraó                             |
| EA# 330           | Sipti-Ba-Lu, Lakis polgármestere                     | Fáraó                             |
| EA# 331           | Sipti-Ba-Lu, Lakis polgármestere                     | Fáraó                             |
| EA# 332           | Sipti-Ba-Lu, Lakis polgármestere                     | Fáraó                             |
| EA# 333           | Ebi                                                  | Fejedelem                         |
| EA# 334           | …dih Zuhrából                                        | Király                            |
| EA# 335           | … Zuhruból                                           | Király                            |
| EA# 336           | Hiziri                                               | Király                            |
| EA# 337           | Hiziri                                               | Király                            |
| EA# 338           | Zi…                                                  | Király                            |
| EA# 339           | …                                                    | Király                            |
| EA# 340           | …                                                    | …                                 |
| EA# 341           | Kesszi, a vadász (CTH 361.III)                       |                                   |
| EA# 342           | …                                                    | …                                 |
| EA# 356           | Adapa és a déli szél mítosza                         |                                   |
| EA# 357           | Nergal és Ereskigal                                  |                                   |
| EA# 358           | mítosztöredékek                                      |                                   |
| EA# 359           | A háború királyának eposza                           |                                   |
| EA# 360           | …                                                    | …                                 |
| EA# 361           | …                                                    | …                                 |
| EA# 364           | Aiab                                                 | Király                            |
| EA# 365           | Biridija, Megiddó királya                            | Fáraó                             |
| EA# 367           | Fáraó                                                | Endaruta Aksapából                |
| EA# xxx           | III. Amenhotep                                       | Milkili                           |
| EA# 3100          | Tell el-Heszi                                        |                                   |
| EA# 3200          | Mut-Balu, Pella fejedelme                            | Janhamu                           |
| EA# 3210          | „Oroszlánasszony”                                    | Király                            |
| EA# 3002          | Amenhotep                                            | Rewassa, Taanach királya          |
| EA# 3005          | Amenhotep                                            | Rewassa, Taanach királya          |
| EA# 3006          | Amenhotep                                            | Rewassa, Taanach királya          |
| EA# 4001          | III. Níkmaddu, Ugarit királya                        |                                   |